# Autostop

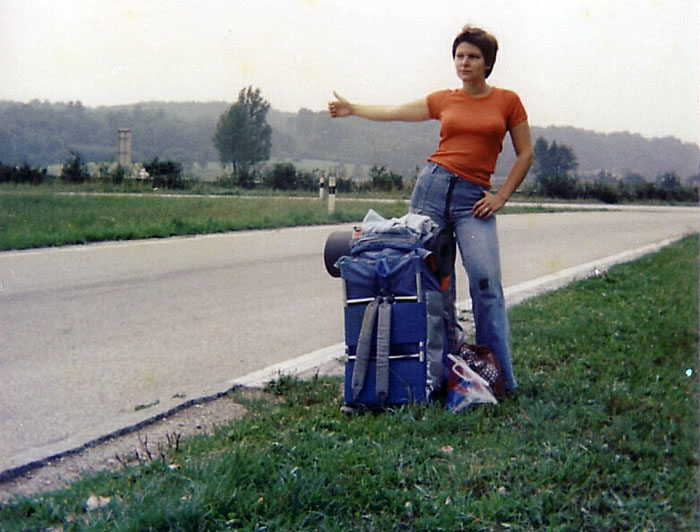
Stopující dívka v Lucembursku, 1977

Autostop, dnes většinou jen stop („jet stopem“), je forma dopravy, při níž se cestující přepravují za pomoci dopravních prostředků cizích osob, které jim dobrovolně zastavují. Stopovat lze stáním při okraji silnice s upaženou rukou či cedulí s destinací. Další možností je osobní dotazování se řidičů například na čerpacích stanicích. Zájemci o autostop se říká stopař.
Svezení předem dohodnuté (například přes internet nebo po domluvě se společně dojíždějícími kolegy nebo sousedy) se nenazývá autostop, ale spolujízda (anglicky shared ride, německy mitfahrt).

## Motivace a platba
V mnoha zemích je zvykem, že stopaři jsou svezeni zadarmo z mezilidské solidarity. Přínos pro řidiče spočívá především v mezilidském kontaktu – možnost povídat si s někým za jízdy, odvrácení možnosti mikrospánku atd. Přesto, že je stopování oblíbené zejména mezi studenty s nízkými příjmy (případně trampy či spořivými výletníky), motivace nemusí být jen v ušetření financí. Jedná se zároveň o formu dobrodružství a výstupu z komfortní zóny, což zpravidla přináší nepředvídatelné zážitky. Člověk tak na cestách pozná mnoho nových lidí a získá kontakty z různých konců světa. Stopařům zastavují převážně ti řidiči, kteří sami v nějakém období života cestovali stopem. V chudších zemích je pak také stopování využíváno sociálními skupinami s nízkými příjmy.
V některých zemích je obvyklé za autostop řidiči zpravidla mírnou částku platit, z čehož pak vyplývá i větší iniciativa řidičů, kteří častěji svezení sami nabízejí. Autostop pak doplňuje další běžné formy nelinkové nebo částečně linkové veřejné dopravy, provozované často mikrobusy nebo dodávkovými automobily (sdílené taxi), nebo s nimi splývá. Také autobusy při některých formách linkové dopravy standardně zastavují cestujícím stopujícím mimo zastávky. Dle českého právního řádu může být platba při autostopu vyhodnocena jako neoprávněné provozování taxislužby, veřejné dopravy nebo individuální smluvní dopravy (příležitostná jízda) bez patřičné koncese nebo povolení podle Zákona o silniční dopravě a bez řádného vyúčtování a zdanění.
Specifickými případy autostopu je zastavování jiných vozidel v případě nouze: při dopravní nehodě nebo poruše vlastního automobilu, při náhlé potřebě první pomoci, odvozu k lékařskému ošetření nebo jakékoliv jiné akutní pomoci. Účelem stopování pak může být buď odvoz stopujícího (nebo odvlečení jeho vozidla) do místa, kde najde pomoc, nebo vyžádání přímé pomoci zastavovaného u místa zastavení.

## Rizika autostopu

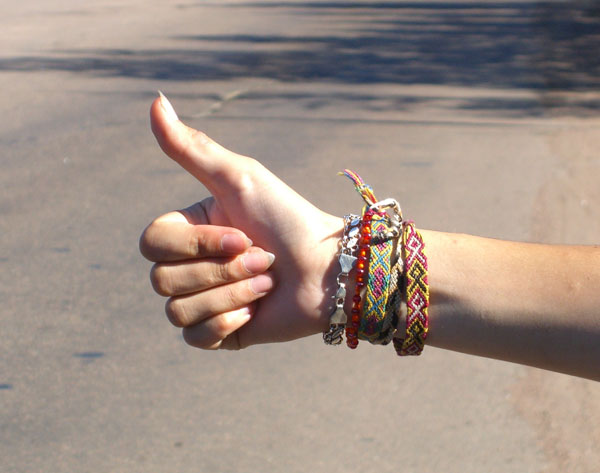
Gesto užívané k zastavování automobilů

Je dobré stopovat na místě, kde řidič může bezpečně zastavit, aniž by omezoval nebo ohrozil dopravu a neměl problém s rozjezdem (tedy ne v kopci, ne v zatáčce, ne tam kde se jede příliš rychle, ne v připojovacím ani odbočovacím pruhu atd.).
Stopaři se mnohdy snaží zastavovat auta v místech, kde je zastavování zakázáno nebo z jiného důvodu nevhodné. Vystavují tak řidiče, který by jim zastavil, riziku postihu za porušení pravidel provozu, a mohou tím způsobit ohrožení provozu. Stopováním na silnici pro motorová vozidla nebo na dálnici stopař porušuje i zákaz vstupu chodců na tyto komunikace.
Stopování s sebou nese specifická bezpečnostní rizika plynoucí z toho, že řidič se stopařem se vzájemně neznají. Řidič tak může stopaře (stopařku) například odvézt na jiné než žádané místo, například na odlehlé místo, a tam jej znásilnit, pohlavně zneužít, oloupit nebo třeba i zabít (což je zachyceno ve filmu Smrt stopařek, který byl natočen podle skutečného případu, ke kterému došlo na Slovensku v srpnu 1976). Rovněž řidič se může obávat, že stopař, zejména je-li silnější nebo je-li jich víc, jej může okrást (v krajním případě i o vozidlo) nebo jinak poškodit – počínaje již možností znečištění vozu špinavým oděvem. Vzhledem k různé mentalitě a různé míře kriminality se tedy úspěšnost a obvyklost autostopu v různých zemích i oblastech velmi liší. V západní Evropě, ale i v Česku, Polsku, Chorvatsku apod. je pravděpodobnost špatné zkušenosti se zneužitím jak od řidiče tak od stopaře téměř nulová.[zdroj?]

## Odrazy v kultuře
- Falešný autostop, povídka Milana Kundery z knihy Směšné lásky
- Smrt stopařek